# Carl d’Ester (Dirigent)
Carl Jacob d’Ester (* 29. September 1838 in Vallendar; † 2. November 1879 in Frankfurt am Main) war ein deutscher Musikdirektor.

## Leben
Nach dem Abitur am Gymnasium in Koblenz studierte Carl d’Ester am Polytechnikum Karlsruhe,  an der Philosophischen Fakultät der Rheinischen Friedrich-Wilhelms-Universität Bonn, der Julius-Maximilians-Universität Würzburg und zuletzt wieder der Rheinischen Friedrich-Wilhelms-Universität Bonn. 1857 wurde er Mitglied des Corps Franconia Karlsruhe. 1859 schloss er sich dem Corps Rhenania Bonn an. Nach dem Studium schlug er die Dirigentenlaufbahn ein und wurde Musikdirektor in Frankfurt (Main). 1873 wurde er Musikdirektor des Kurorchesters Wiesbaden. Zu den Höhepunkten seiner künstlerischen Arbeit zählte die erste vollständige Aufführung von Bachs Matthäus-Passion 1877, die zusammen mit dem Cäcilienverein Wiesbaden erfolgte.